# Phrurolithus
Phrurolithus és un gènere d'aranyes araneomorfes de la família dels frurolítids (Phrurolithidae). Fou descrit per primera vegada l'any 1839 per C. L. Koch.
Es troben distribuïdes per la zona holàrtica i les Antilles.

## Taxonomia
Segons el World Spider Catalog, dins del gènere Phrurolithus hi ha 81 espècies reconegudes amb data de 2 de gener de 2019:
- Phrurolithus absurdus Gertsch, 1941 i c g s
- Phrurolithus adjacens Gertsch & Davis, 1940 i c g s
- Phrurolithus aemulatus Gertsch, 1941 i c g s
- Phrurolithus alatus Ivie & Barrows, 1935 i c g s
- Phrurolithus annulus Zhou, Wang & Zhang, 2013 c g s
- Phrurolithus anticus Wang, Chen, Zhou, Zhang & Zhang, 2015 c g s
- Phrurolithus apacheus Gertsch, 1941 i c g s
- Phrurolithus apertus Gertsch, 1935 i c g s
- Phrurolithus approximatus Gertsch & Davis, 1940 i c g s
- Phrurolithus banksi Gertsch, 1941 i c g s
- Phrurolithus bifidus Yin et al., 2004 i c g s
- Phrurolithus callidus Gertsch, 1935 i c g s
- Phrurolithus camawhitae Gertsch, 1935 i c g s
- Phrurolithus cangshan Yang et al, 2010 i c g s
- Phrurolithus catalinius Gertsch, 1941 i c g s
- Phrurolithus celatus Fu, Chen & Zhang, 2016 c g s
- Phrurolithus claripes (Dönitz & Strand, 1906) i c g s
- Phrurolithus coahuilanus Gertsch & Davis, 1940 i c g s
- Phrurolithus concisus Gertsch, 1941 i c g s
- Phrurolithus connectus Gertsch, 1941 i c g s
- Phrurolithus coreanus Paik, 1991 i c g s
- Phrurolithus corsicus (Simon, 1878) i c g s
- Phrurolithus daoxianensis Yin et al., 1997 i c g s
- Phrurolithus debilis Gertsch & Davis, 1940 i c g s
- Phrurolithus dianchiensis Yin et al., 1997 i c g s
- Phrurolithus diversus Gertsch & Davis, 1940 i c g s
- Phrurolithus dolius Chamberlin & Ivie, 1935 i c g s
- Phrurolithus duncani (Chamberlin, 1925) i c g s
- Phrurolithus emertoni Gertsch, 1935 i c g s
- (Phrurolithus erythrocephalus) g
- Phrurolithus fanjingshan Wang, Chen, Zhou, Zhang & Zhang, 2015 c g s
- Phrurolithus faustus Paik, 1991 i c g s
- Phrurolithus festivus (C. L. Koch, 1835) i c g s
- Phrurolithus flavipes O. P.-Cambridge, 1872 i c g s
- Phrurolithus florentinus Caporiacco, 1923 i c g s
- (Phrurolithus foveatus) Song, 1990 i
- Phrurolithus goodnighti Muma, 1945 i c g s
- Phrurolithus hamatus Wang, Zhang & Zhang, 2012 c g s
- Phrurolithus hamdeokensis Seo, 1988 i c g s
- (Phrurolithus hengshan) Song, 1990 i
- (Phrurolithus insularis) Petrunkevitch, 1930 i g
- Phrurolithus kastoni Schenkel, 1950 i c g s
- Phrurolithus kentuckyensis Chamberlin & Gertsch, 1930 i c g s
- Phrurolithus labialis Paik, 1991 i c g s
- Phrurolithus lasiolepis Fu, Chen & Zhang, 2016 c g s
- Phrurolithus leviculus Gertsch, 1936 i c g s
- Phrurolithus longus Fu, Chen & Zhang, 2016 c g s
- Phrurolithus luppovae Spassky, 1941 i c g s
- Phrurolithus minimus C. L. Koch, 1839 i c g s
- Phrurolithus nemoralis Bryant, 1940 i c g s
- Phrurolithus nigerus Yin, 2012 c g s
- Phrurolithus nigrinus (Simon, 1878) i c g s
- Phrurolithus nipponicus Kishida, 1914 i c g s
- Phrurolithus oabus Chamberlin & Ivie, 1935 i c g s
- Phrurolithus palgongensis Seo, 1988 i c g s
- Phrurolithus paludivagus Bishop & Crosby, 1926 i c g s
- Phrurolithus parcus (Hentz, 1847) i c g s
- Phrurolithus pennatus Yaginuma, 1967 i c g s
- Phrurolithus pinturus Ivie & Barrows, 1935 i c g s
- Phrurolithus pipensis Muma, 1945 i c g b s
- (Phrurolithus portoricensis) Petrunkevitch, 1930 i g
- Phrurolithus pullatus Kulczynski, 1897 i c g s
- Phrurolithus pygmaeus Thorell, 1875 i c g s
- Phrurolithus qiqiensis Yin et al., 2004 i c g s
- (Phrurolithus revolutus) Yin et al., 2004 i
- Phrurolithus schwarzi Gertsch, 1941 i c g s
- Phrurolithus shimenensis Yin et al., 1997 i c g s
- Phrurolithus similis Banks, 1895 i c g s
- Phrurolithus singulus Gertsch, 1941 i c g s
- Phrurolithus sinicus Zhu & Mei, 1982 i c g s
- Phrurolithus sordidus Savelyeva, 1972 i c g s
- Phrurolithus spinosus Bryant, 1948 i c g s
- Phrurolithus splendidus Song & Zheng, 1992 i c g s
- Phrurolithus subannulus Fu, Chen & Zhang, 2016 c g s
- Phrurolithus subnigerus Fu, Chen & Zhang, 2016 c g s
- Phrurolithus szilyi Herman, 1879 i c g s
- Phrurolithus tamaulipanus Gertsch & Davis, 1940 i c g s
- Phrurolithus taoyuan Fu, Chen & Zhang, 2016 c g s
- Phrurolithus tepejicanus Gertsch & Davis, 1940 i c g s
- Phrurolithus thracia Komnenov & Chatzaki, 2016 c g s
- Phrurolithus umbratilis Bishop & Crosby, 1926 i c g s
- Phrurolithus validus Fu, Chen & Zhang, 2016 c g s
- Phrurolithus wallacei Gertsch, 1935 i c g s
- Phrurolithus wanshou Yin, 2012 c g s
- Phrurolithus zhejiangensis Song & Kim, 1991 i c g s
- Phrurolithus zhouyun Wang, Chen, Zhou, Zhang & Zhang, 2015 c g s
- Phrurolithus zongxu Wang, Zhang & Zhang, 2012 c g s

Fonts de dades: i = ITIS, c = Catalogue of Life, GBIF = de g, b = Bugguide.net, s = World Spider Catalog
Noms en parèntesi properament poden no ser vàlids.

## Referències

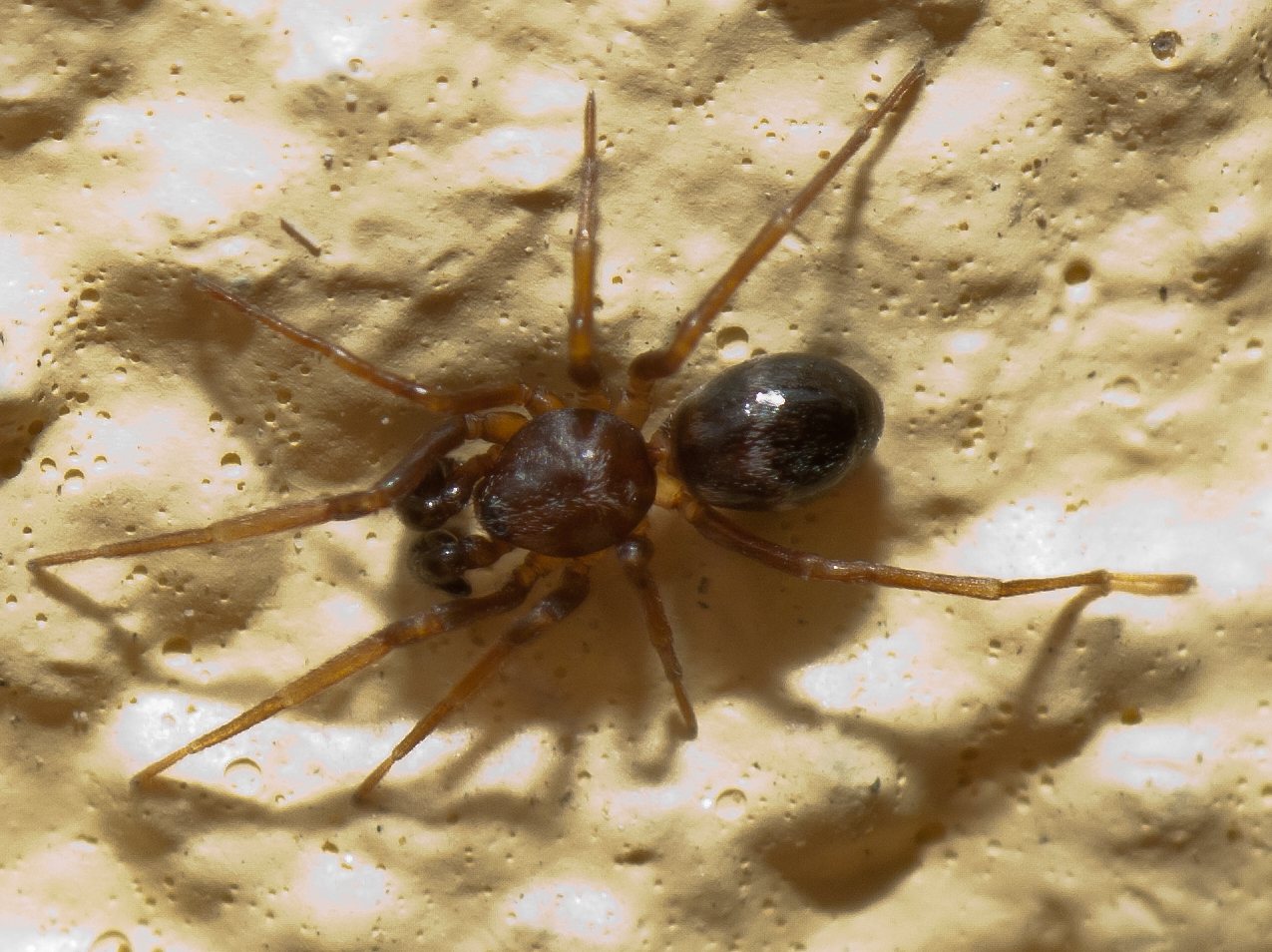
Phrurolithus sp. trobat a Oroso (Galícia)